# Metastivalius molestus
Metastivalius molestus är en loppart som först beskrevs av Jordan 1936.  Metastivalius molestus ingår i släktet Metastivalius och familjen Stivaliidae. Inga underarter finns listade i Catalogue of Life.